# Долбежев, Василий Иванович
Василий Иванович Долбежев (1842—1911) — российский историк, археолог и краевед, специалист по археологии Северного Кавказа.

## Биография
Родился в Риге. Рано осиротел и воспитывался родственником Я. М. Неверовым — директором Ставропольской гимназии. Закончив эту гимназию, В. И. Долбежев занимался частной педагогической практикой. В 1871 году, сдав экзамены, получил звание учителя гимназии и прогимназии. Преподавал немецкий язык во Владикавказском реальном училище, а также французский язык в Ольгинской женской гимназии.
Благодаря знанию иностранных языков, сопровождал в экспедициях по Северному Кавказу известных европейских исследователей: профессора Вирхова, профессора Хегера, итальянца Витторио Селла. С 1881 года стал уполномоченным Лейпцигского музея народоведения, с 1883 года — сотрудником Русского археологического общества, 1885 года — членом-корреспондентом Учёного Эстонского общества при Дерптском университете.
В 1881 году стал участником V археологического съезда в Тифлисе и, заинтересовавшись археологией, с 1884 года начал проводить разведочные раскопки в Северной Осетии.

## Археологические исследования
- 1886 год. В. И. Долбежев провёл первые археологические исследования на Северном Кавказе по поручению Императорской археологической комиссии.[7][8]
- 1887 год. Исследование древних могильников у селений Чми, Санибай, Камунта, Галиат, Лезгор.[7]
- 1897 год. Раскопки курганного могильника у села Балта (Северная Осетия). Материалы раскопок находятся в коллекции Государственного исторического музея.[9]

## Труды
- Долбежев В. И. Об орнаментах и формах бронз, находимых в доисторическом кладбище близ селения Уола-Кобан (Терской области). // Сборник материалов для описания местностей и племён Кавказа. — Издание Управления Кавказского Учебного Округа. — Тифлис: Типография Канцелярии Главноначальствующего гражданскою частию на Кавказе, 1888. — Т. 6. — С. 50—76.
- Dolbescheff W. J. Archäologische Forschungen im Bezirk des Terek (Nord Kaukasus) // «Zeitschrift für Ethnologie». — Band 19. — Berlin, 1887. = Долбежев В. И. Археологические исследования в Терской области. «Журнал этнологии» Т.19. Берлин. 1887. // Архивный вестник : журнал. — Назрань: ГАС РИ, 2004. — Вып. 1. — С. 4—17. Архивировано 11 октября 2018 года. — перевод с немецкого языка Д. Б. Газикова.